# Краснолонка (Бартошицький повіт)
Краснолонка (пол. Krasnołąka, нім. Schönwiese) — село в Польщі, у гміні Гурово-Ілавецьке Бартошицького повіту Вармінсько-Мазурського воєводства.
Населення — 80 осіб (2011).

## Демографія
Демографічна структура станом на 31 березня 2011 року:
|          | Загалом | Допрацездатний вік | Працездатний вік | Постпрацездатний вік |
| -------- | ------- | ------------------ | ---------------- | -------------------- |
| Чоловіки | 43      | 8                  | 31               | 4                    |
| Жінки    | 37      | 12                 | 21               | 4                    |
| Разом    | 80      | 20                 | 52               | 8                    |